# Amerikaanse auto in 2002
Dit artikel geeft een overzicht van alle Amerikaanse en Australische personenwagens die op de markt kwamen in 2002. De auto's staan alfabetisch gerangschikt per merk.

## Noord-Amerika
| Acura |                  | concern:                         | Honda Japan |
| Acura | divisie:         |                                  |             |
| Acura | merk:            | Acura Verenigde Staten           |             |
| Acura | model:           | NSX (badge-engineered Honda NSX) |             |
| Acura | einde productie: | 2005                             |             |
| Acura | productieaantal: | ?                                |             |

| Acura |                  | concern:               | Honda Japan |
| Acura | divisie:         |                        |             |
| Acura | merk:            | Acura Verenigde Staten |             |
| Acura | model:           | TSX                    |             |
| Acura | einde productie: | ?                      |             |
| Acura | productieaantal: | ?                      |             |

| Cadillac |                  | concern:                  | General Motors Verenigde Staten |
| Cadillac | divisie:         |                           |                                 |
| Cadillac | merk:            | Cadillac Verenigde Staten |                                 |
| Cadillac | model:           | CTS (1e generatie)        |                                 |
| Cadillac | einde productie: | 2007                      |                                 |
| Cadillac | productieaantal: | ?                         |                                 |

| Cadillac |                  | concern:                                                       | General Motors Verenigde Staten |
| Cadillac | divisie:         |                                                                |                                 |
| Cadillac | merk:            | Cadillac Verenigde Staten                                      |                                 |
| Cadillac | model:           | Escalade EXT (pick-up) / ESV (verlengd) (2e generatie)         |                                 |
| Cadillac | einde productie: | 2006                                                           |                                 |
| Cadillac | productieaantal: | ca. 50.000 (EXT verkocht in de Verenigde Staten en Canada) / ? |                                 |

| Chevrolet |                  | concern:                   | General Motors Verenigde Staten |
| Chevrolet | divisie:         |                            |                                 |
| Chevrolet | merk:            | Chevrolet Verenigde Staten |                                 |
| Chevrolet | model:           | Alto                       |                                 |
| Chevrolet | einde productie: | ?                          |                                 |
| Chevrolet | productieaantal: | ?                          |                                 |

| Chevrolet |                  | concern:                   | General Motors Verenigde Staten |
| Chevrolet | divisie:         |                            |                                 |
| Chevrolet | merk:            | Chevrolet Verenigde Staten |                                 |
| Chevrolet | model:           | Astro Van                  |                                 |
| Chevrolet | einde productie: | 2005                       |                                 |
| Chevrolet | productieaantal: | ?                          |                                 |

| Chevrolet |                  | concern:                   | General Motors Verenigde Staten |
| Chevrolet | divisie:         |                            |                                 |
| Chevrolet | merk:            | Chevrolet Verenigde Staten |                                 |
| Chevrolet | model:           | SSR roadster               |                                 |
| Chevrolet | einde productie: | 2006                       |                                 |
| Chevrolet | productieaantal: | 24.150                     |                                 |

| Dodge |                  | concern: | DaimlerChrysler Duitsland |
| Dodge | divisie:         | |                           |
| Dodge | merk:            | Dodge Verenigde Staten |                           |
| Dodge | model:           | Ram 1500 / 2500 / 3500 — tweedeur- / verlengde Quad Cab vierdeurpick-up (3e generatie; eind 2005 verscheen met een facelift ook de extra verlengde Mega Cab) |                           |
| Dodge | einde productie: | 2009 |                           |
| Dodge | productieaantal: | ? |                           |

| Ford |                  | concern:                  | onafhankelijk |
| Ford | divisie:         |                           |               |
| Ford | merk:            | Ford Verenigde Staten     |               |
| Ford | model:           | Expedition (2e generatie) |               |
| Ford | einde productie: | 2006                      |               |
| Ford | productieaantal: | ?                         |               |

| K-1 |                  | concern: | onafhankelijk |
| K-1 | divisie:         | |               |
| K-1 | merk:            | K-1 Slowakije |               |
| K-1 | model:           | Attack roadster (1e generatie; kitcar op basis van de 4e generatie Honda Accord uit 1989 voor de Amerikaanse markt) |               |
| K-1 | einde productie: | 2009 |               |
| K-1 | productieaantal: | ca. 30 |               |

| Lincoln |                  | concern:                                                                                   | Ford Motor Company Verenigde Staten |
| Lincoln | divisie:         |                                                                                            |                                     |
| Lincoln | merk:            | Lincoln Verenigde Staten                                                                   |                                     |
| Lincoln | model:           | Aviator suv (1e generatie; badge-engineered luxueuzer 3e generatie Ford Explorer uit 2001) |                                     |
| Lincoln | einde productie: | 2005                                                                                       |                                     |
| Lincoln | productieaantal: | 72.601 (verkocht in de Verenigde Staten)                                                   |                                     |

| Lincoln |                  | concern:                                       | Ford Motor Company Verenigde Staten |
| Lincoln | divisie:         |                                                |                                     |
| Lincoln | merk:            | Lincoln Verenigde Staten                       |                                     |
| Lincoln | model:           | Blackwood pick-up (gebaseerd op de Ford F-150) |                                     |
| Lincoln | einde productie: | december 2002                                  |                                     |
| Lincoln | productieaantal: | 3383 (verkocht)                                |                                     |

| Lincoln |                  | concern:                                                          | Ford Motor Company Verenigde Staten |
| Lincoln | divisie:         |                                                                   |                                     |
| Lincoln | merk:            | Lincoln Verenigde Staten                                          |                                     |
| Lincoln | model:           | Navigator grote suv (2e generatie; gebaseerd op de Ford Explorer) |                                     |
| Lincoln | einde productie: | 2006                                                              |                                     |
| Lincoln | productieaantal: | ca. 150.000 (verkocht in de Verenigde Staten)                     |                                     |

| Mercury |                  | concern: | Ford Motor Company Verenigde Staten |
| Mercury | divisie:         | |                                     |
| Mercury | merk:            | Mercury Verenigde Staten |                                     |
| Mercury | model:           | Grand Marquis grote sedan (4e generatie; badge-engineered luxueuzer 2e generatie Ford Crown Victoria) Marauder (3e generatie; krachtiger variant) |                                     |
| Mercury | einde productie: | ca. 2004 (Marauder), 4 januari 2011 (Grand Marquis)                                                                                               |                                     |
| Mercury | productieaantal: | 11.052 (Marauder verkocht) |                                     |

| Oldsmobile |                  | concern:                    | General Motors Verenigde Staten |
| Oldsmobile | divisie:         |                             |                                 |
| Oldsmobile | merk:            | Oldsmobile Verenigde Staten |                                 |
| Oldsmobile | model:           | Aurora Mark II              |                                 |
| Oldsmobile | einde productie: | 2003                        |                                 |
| Oldsmobile | productieaantal: | ?                           |                                 |

| Saturn |                  | concern:                | General Motors Verenigde Staten |
| Saturn | divisie:         |                         |                                 |
| Saturn | merk:            | Saturn Verenigde Staten |                                 |
| Saturn | model:           | Ion quad coupe/sedan    |                                 |
| Saturn | einde productie: | 2007                    |                                 |
| Saturn | productieaantal: | ?                       |                                 |

## Latijns-Amerika
| Chevrolet |                  | concern: | General Motors Verenigde Staten |
| Chevrolet | divisie:         | General Motors do Brasil Brazilië                                                                                         |                                 |
| Chevrolet | merk:            | Chevrolet Verenigde Staten                                                                                                |                                 |
| Chevrolet | model:           | Celta vijfdeurhatchback (1 generatie; variant van de driedeurhatchback uit 2000; gebaseerd op de 2e generatie Opel Corsa) |                                 |
| Chevrolet | einde productie: | 2015 |                                 |
| Chevrolet | productieaantal: | ? |                                 |

| Chevrolet |                  | concern:                                                                                               | General Motors Verenigde Staten |
| Chevrolet | divisie:         | General Motors do Brasil Brazilië                                                                      |                                 |
| Chevrolet | merk:            | Chevrolet Verenigde Staten                                                                             |                                 |
| Chevrolet | model:           | Corsa sedan/vijfdeurhatchback (2e generatie; gebaseerd op en badge-engineered 3e generatie Opel Corsa) |                                 |
| Chevrolet | einde productie: | 2012                                                                                                   |                                 |
| Chevrolet | productieaantal: | ? |                                 |

| Chevrolet |                  | concern:                                                                           | General Motors Verenigde Staten |
| Chevrolet | divisie:         | General Motors do Brasil Brazilië                                                  |                                 |
| Chevrolet | merk:            | Chevrolet Verenigde Staten                                                         |                                 |
| Chevrolet | model:           | Meriva (1e generatie; versie van de 1e generatie Opel Meriva voor Latijns-Amerika) |                                 |
| Chevrolet | einde productie: | 2012                                                                               |                                 |
| Chevrolet | productieaantal: | ?                                                                                  |                                 |

| Dodge |                  | concern: | DaimlerChrysler Duitsland |
| Dodge | divisie:         | Chrysler de Venezuela Venezuela |                           |
| Dodge | merk:            | Dodge Verenigde Staten |                           |
| Dodge | model:           | Brisa sedan / coupé (1e generatie; badge-engineered 1e generatie Hyundai Accent voor Venezuela; in Venezuela gebouwd door MMC Automotriz) |                           |
| Dodge | einde productie: | ca. 2006 |                           |
| Dodge | productieaantal: | ? |                           |

| Peugeot |                  | concern:                     | PSA Peugeot Citroën Frankrijk |
| Peugeot | divisie:         | Peugeot Argentina Argentinië |                               |
| Peugeot | merk:            | Peugeot Frankrijk            |                               |
| Peugeot | model:           | 307 SW                       |                               |
| Peugeot | einde productie: | 2005                         |                               |
| Peugeot | productieaantal: | ?                            |                               |

## Australië
| Holden |                  | concern:                                                                   | General Motors Verenigde Staten |
| Holden | divisie:         |                                                                            |                                 |
| Holden | merk:            | Holden Australië                                                           |                                 |
| Holden | model:           | Combo bestelwagen (2e generatie; badge-engineered 3e generatie Opel Combo) |                                 |
| Holden | einde productie: | 2013                                                                       |                                 |
| Holden | productieaantal: | ?                                                                          |                                 |

| Holden |                  | concern:                                                                    | General Motors Verenigde Staten |
| Holden | divisie:         |                                                                             |                                 |
| Holden | merk:            | Holden Australië                                                            |                                 |
| Holden | model:           | Cruze cross-over (1e generatie; badge-engineered 1e generatie Suzuki Ignis) |                                 |
| Holden | einde productie: | 2006                                                                        |                                 |
| Holden | productieaantal: | ?                                                                           |                                 |